# Кемп-Леджейн
Військова база морської піхоти Кемп-Леджейн (англ. Marine Corps Base Camp Lejeune) — чинна військова база Корпусу морської піхоти Збройних сил США, розташована на східному узбережжі країни в окрузі Онслоу, поблизу Джексонвіль (Північна Кароліна). База Кемп-Леджейн є однією з найважливіших баз американської морської піхоти, й основна військово-морська інсталяція для підготовки амфібійних сил на східному узбережжі країни. Займає вигідне положення між глибоководними портами в Картерет і Моргед-Сіті, які в разі потреби застосовуються, як основні пункти завантаження морської піхоти на бойові кораблі та десантно-транспортні засоби.

## Призначення
Військову базу Кемп-Лейджейн використовують для підтримки у бойовій готовності значного компонента морської піхоти США, зокрема 2-го експедиційного корпусу морської піхоти; загальна чисельність сил, що перебуває тут на постійній основі становить 47 000 осіб. База має низку окремих тренувальних центрів, окремих цільових баз та таборів, а також навчальних шкіл й центрів.
Кемп-Леджейн разом з цими інсталяціями та допоміжними об'єктами інфраструктури є найбільшою військовою базою морської піхоти та моряків у світі.

## Основні складові
- Командування сил спеціальних операцій корпусу морської піхоти США
  - Полк спеціальних операцій Корпусу морської піхоти (США)
- 2-й експедиційний корпус морської піхоти/ Південне угруповання морської піхоти США
  - 2-га дивізія морської піхоти
  - 2-га логістична група морської піхоти
  - 2-ге авіаційне крило морської піхоти
  - 2-га бригада морської піхоти
  - 4-та бригада морської піхоти
  - 22-й експедиційний полк морської піхоти
  - 24-й експедиційний полк морської піхоти
  - 26-й експедиційний полк морської піхоти
  - Оперативна група наземної підтримки морської піхоти